# Pfalzen (Oberstaufen)
Pfalzen (mundartlich: Pfoltsə, uv Pfoltsə nüs) ist ein Gemeindeteil der Marktgemeinde Oberstaufen im bayerisch-schwäbischen Landkreis Oberallgäu.

## Geographie
Der Ort grenzt unmittelbar nördlich an den Hauptort Oberstaufen und gilt als verbunden mit Oberstaufen. Durch dir Ortschaft verläuft die Bahnstrecke Buchloe–Lindau.

## Ortsname
Der Ortsname stammt vom Familiennamen Pfalz oder vom Begriff Pfalz für einen Besitz des Klosters St. Gallen.

## Geschichte
Pfalzen wurde erstmals urkundlich im Jahr 1455 als zum Pfalzen erwähnt. Möglich ist für den Ort auch das 868 erwähnte curtis, das vom Kloster St. Gallen bei Oberstaufen erworben wurde. Hier hatte 1455 der Ammann der Herrschaft Staufen, Klein Hainz, seinen Sitz. Im Jahr 1808 wird im Ort noch ein großer Hof, der zweitgrößte im Steuerdistrikt Oberstaufen, erwähnt.